# 台湾的香蕉产业

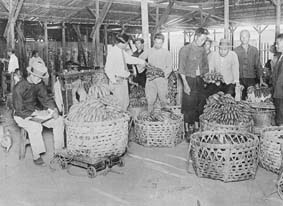
1932年，臺中州的香蕉市场

台湾的香蕉产业是台湾农业的重要组成部分，而香蕉是台湾生产的水果作物之一，也是台湾最重要的水果。日本消费者常从台湾购买香蕉。

## 历史
在台灣日治時期，台灣的香蕉產業發展，成為世界第三大香蕉出口國。而直到1963年日本放开香蕉进口前，台湾香蕉都在日本市场保持垄断地位。1967年，台湾的香蕉出口量相对较高。但自1970年以来，因菲律宾加入竞争行列以及种植方面的相关问题，台湾的香蕉产业受到打击。

## 农业用地
台湾约有8,000公顷的土地用于种植香蕉，其中在台湾南部种植的约5,000公顷香蕉用于出口，在台湾北部种植的约3,000公顷的香蕉用于满足国内消费。
1991年，香蕉的种植地分布在高雄縣（2,284公顷）、 彰化縣、南投縣、臺中縣（1,862公顷）、屏東縣（1,254 公顷）、嘉義縣、臺南縣、雲林縣（185公顷）、花蓮縣,、臺東縣（108公顷）。

## 经济
台湾香蕉主要出口目的地是日本。1967年台湾向日本的香蕉出口贸易达到顶峰，为416,000吨。1990年，出口吨数下降到48,000吨。

### 研究中心
台湾香蕉研究所的任务是在台湾进行香蕉种植的研究和开发。